# Københavns Film & Teaterskole
Københavns Film & Teaterskole (KFTS), indtil foråret 2014 Holbergs Film + Teaterskole er en privat 3-årig skuespillerskole beliggende på Nørrebro i København i det tidligere Dansens Hus.

## Historie
Skolen blev grundlagt i 1995 af den russiskfødte skuespiller Galina Brenaa. Den blev hurtig den største uafhængige teaterskole i Norden.[kilde mangler]
Skolen blev fra 1998 til 2013 ledet af instruktør og dramatiker Carl van Webber. Skolens vartegn blev method acting og intens skuespiltræning til film og TV. 
Skolens rektor er fra 2013 den engelsk/australske instruktør og performer Stuart Lynch. Fokus på skolen er blandt andet method acting samt Meisner-teknik og Uta Hagen.

## Lærere
Blandt skolens lærere kan nævnes Charlotte Munck, Lars Bom, Andrea Vagn Jensen, Simone Lykke og Anja Owe.

## Kendte tidligere elever
Tidligere elever er blandt andre Vicki Berlin, Morten Rose, Simon Sears, Laura Bach, Mads Lisby og Joachim Jepsen.